# TiHKAL
TiHKAL: The Continuation é um livro de 1997 escrito por Alexander Shulgin e Ann Shulgin sobre uma família de drogas psicoativas conhecidas como triptaminas. Uma sequência de PiHKAL: A Chemical Love Story, TIHKAL é uma sigla que significa "Triptaminas que conheci e amei".

## Conteúdo
TiHKAL, assim como seu antecessor PiHKAL, é dividido em duas partes. A primeira parte, para a qual todos os direitos são reservados, começa com uma autobiografia ficcional, continuando de onde parou a seção semelhante de PiHKAL; em seguida, continua com uma coleção de ensaios sobre temas que vão desde a psicoterapia e a mente junguiana até a prevalência do DMT na natureza, a ayahuasca e a guerra às drogas. A segunda parte do TiHKAL, que pode ser distribuída condicionalmente para reprodução não comercial, é um manual de síntese detalhado para 55 compostos psicodélicos (muitos descobertos pelo próprio Alexander Shulgin), incluindo suas estruturas químicas, recomendações de dosagem e comentários qualitativos. Shulgin disponibilizou a segunda parte gratuitamente no Erowid, enquanto a primeira parte está disponível apenas no texto impresso.
Tal como aconteceu com PiHKAL, os Shulgins foram motivados a divulgar a informação de síntese como forma de proteger o acesso do público à informação sobre compostos psicodélicos, um objetivo que Alexander Shulgin observou muitas vezes. Após uma invasão de seu laboratório em 1994 pela Drug Enforcement Administration dos Estados Unidos, Richard Meyer, porta-voz da Divisão de Campo da DEA em São Francisco, afirmou que "É nossa opinião que esses livros [referindo-se ao trabalho anterior] são basicamente livros de receitas sobre como fabricar drogas ilegais. Os agentes me disseram que em laboratórios clandestinos que invadiram, encontraram cópias desses livros."

## Triptaminas listadas
|    | Substância        | Nome químico                              |
| -- | ----------------- | ----------------------------------------- |
| 1  | AL-LAD            | 6-Allyl-N,N-diethyl-NL                    |
| 2  | DBT               | N,N-Dibutyl-T                             |
| 3  | DET               | N,N-Diethyl-T                             |
| 4  | DiPT              | N,N-Diisopropyl-T                         |
| 5  | alpha,O-DMS       | 5-Methyoxy-alpha-methyl-T                 |
| 6  | DMT               | N,N-Dimethyl-T                            |
| 7  | 2,alpha-DMT       | 2,alpha-Dimethyl-T                        |
| 8  | alpha,N-DMT       | alpha,N-Dimethyl-T                        |
| 9  | DPT               | N,N-Dipropyl-T                            |
| 10 | EiPT              | N-Ethyl-N-isopropyl-T                     |
| 11 | AET               | alpha-Ethyl-T                             |
| 12 | ETH-LAD           | 6,N,N-Triethyl-NL                         |
| 13 | Harmaline         | 3,4-Dihydro-7-methoxy-1-methyl-C          |
| 14 | Harmine           | 7-Methyoxy-1-methyl-C                     |
| 15 | 4-HO-DBT          | N,N-Dibutyl-4-hydroxy-T                   |
| 16 | 4-HO-DET          | N,N-Diethyl-4-hydroxy-T                   |
| 17 | 4-HO-DiPT         | N,N-Diisopropyl-4-hydroxy-T               |
| 18 | 4-HO-DMT          | N,N-Dimethyl-4-hydroxy-T                  |
| 19 | 5-HO-DMT          | N,N-Dimethyl-5-hydroxy-T                  |
| 20 | 4-HO-DPT          | N,N-Dipropyl-4-hydroxy-T                  |
| 21 | 4-HO-MET          | N-Ethyl-4-hydroxy-N-methyl-T              |
| 22 | 4-HO-MiPT         | 4-Hydroxy-N-isopropyl-N-methyl-T          |
| 23 | 4-HO-MPT          | 4-Hydroxy-N-methyl-N-propyl-T             |
| 24 | 4-HO-pyr-T        | 4-Hydroxy-N,N-tetramethylene-T            |
| 25 | Ibogaine          | A complexly substituted-T                 |
| 26 | LSD               | N,N-Diethyl-L                             |
| 27 | MBT               | N-Butyl-N-methyl-T                        |
| 28 | 4,5-MDO-DiPT      | N,N-Diisopropyl-4,5-methylenedioxy-T      |
| 29 | 5,6-MDO-DiPT      | N,N-Diisopropyl-5,6-methylenedioxy-T      |
| 30 | 4,5-MDO-DMT       | N,N-Dimethyl-4,5-methylenedioxy-T         |
| 31 | 5,6-MDO-DMT       | N,N-Dimethyl-5,6-methylenedioxy-T         |
| 32 | 5,6-MDO-MiPT      | N-Isopropyl-N-methyl-5,6-methylenedioxy-T |
| 33 | 2-Me-DET          | N,N-Diethyl-2-methyl-T                    |
| 34 | 2-Me-DMT          | 2,N,N-Trimethyl-T                         |
| 35 | Melatonin         | N-Acetyl-5-methoxy-T                      |
| 36 | 5-MeO-DET         | N,N-Diethyl-5-methoxy-T                   |
| 37 | 5-MeO-DiPT        | N,N-Diisopropyl-5-methoxy-T               |
| 38 | 5-MeO-DMT         | 5-Methoxy-N,N-dimethyl-T                  |
| 39 | 4-MeO-MiPT        | N-Isopropyl-4-methoxy-N-methyl-T          |
| 40 | 5-MeO-MiPT        | N-Isopropyl-5-methoxy-N-methyl-T          |
| 41 | 5,6-MeO-MiPT      | 5,6-Dimethoxy-N-isopropyl-N-methyl-T      |
| 42 | 5-MeO-NMT         | 5-Methoxy-N-methyl-T                      |
| 43 | 5-MeO-pyr-T       | 5-Methoxy-N,N-tetramethylene-T            |
| 44 | 6-MeO-THH         | 6-Methoxy-1-methyl-1,2,3,4-tetrahydro-C   |
| 45 | 5-MeO-TMT         | 5-Methoxy-2,N,N-trimethyl-T               |
| 46 | 5-MeS-DMT         | N,N-Dimethyl-5-methylthio-T               |
| 47 | MiPT              | N-Isopropyl-N-methyl-T                    |
| 48 | a-MT              | alpha-Methyl-T                            |
| 49 | NET               | N-Ethyl-T                                 |
| 50 | NMT               | N-Methyl-T                                |
| 51 | PRO-LAD           | 6-Propyl-NL                               |
| 52 | pyr-T             | N,N-Tetramethylene-T                      |
| 53 | T                 | Tryptamine                                |
| 54 | Tetrahydroharmine | 7-Methoxy-1-methyl-1,2,3,4-tetrahydro-C   |
| 55 | alpha,N,O-TMS     | alpha,N-Dimethyl-5-methoxy-T              |